# Jajarkot
Jajarkot é uma cidade do Nepal.